# Metodo di Akra-Bazzi
In informatica, il metodo Akra-Bazzi, o teorema Akra-Bazzi, è utilizzato per analizzare il comportamento asintotico delle ricorrenze matematiche che appaiono nello studio degli algoritmi divide et impera, in cui i diversi sottoproblemi hanno dimensioni decisamente differenti. È una generalizzazione del teorema principale, in cui si assume che i sottoproblemi abbiano invece dimensioni simili.

## La formula
Il metodo Akra-Bazzi si applica alle formule ricorsive del tipo:
{\displaystyle T(x)=g(x)+\sum _{i=1}^{k}a_{i}T(b_{i}x+h_{i}(x)),}
per {\displaystyle x\geq x_{0}.}
Le pre-condizioni sono:
- vi sono sufficienti casi base;
- {\displaystyle a_{i}} e {\displaystyle b_{i}} sono costanti per ogni {\displaystyle i;}
- {\displaystyle a_{i}>0}  per ogni {\displaystyle i;}
- {\displaystyle 0<b_{i}<1} per ogni {\displaystyle i;}
- {\displaystyle \left|g'(x)\right|\in O(x^{c})}, dove {\displaystyle c} è una costante e {\displaystyle O} è la notazione O grande;
- {\displaystyle \left|h_{i}(x)\right|\in O\left({\frac {x}{(\log x)^{2}}}\right)} per ogni {\displaystyle i;}
- {\displaystyle x_{0}} è una costante.

Il comportamento asintotico di {\displaystyle T(x)} si trova determinando il valore di {\displaystyle p} per cui {\displaystyle \sum _{i=1}^{k}a_{i}b_{i}^{p}=1}, sostituendolo poi nell'equazione 
{\displaystyle T(x)\in \Theta \left(x^{p}\left(1+\int _{1}^{x}{\frac {g(u)}{u^{p+1}}}du\right)\right)}
(si veda Θ). Intuitivamente {\displaystyle h_{i}(x)} rappresenta una perturbazione piccola nell'indice di {\displaystyle T.} notando che
{\displaystyle \lfloor b_{i}\rfloor =b_{i}x+(\lfloor b_{i}x\rfloor -b_{i}x)}
e
{\displaystyle \lfloor b_{i}x\rfloor -b_{i}x}
sono sempre comprese tra 0 e 1, {\displaystyle h_{i}(x)} può essere utilizzato per escludere la parte intera nell'indice, e lo stesso si può fare per la parte intera superiore.
Quindi, {\displaystyle T(n)=n+T\left({\frac {1}{2}}n\right)} e {\displaystyle T(n)=n+T\left(\left\lfloor {\frac {1}{2}}n\right\rfloor \right)} avranno, ai fini del metodo Akra-Bazzi, lo stesso comportamento asintotico.

## Un esempio
Sia
{\displaystyle T(n)={\begin{cases}1,&{\text{se }}0\leq n\leq 3,\\n^{2}+{\frac {7}{4}}T\left(\left\lfloor {\frac {1}{2}}n\right\rfloor \right)+T\left(\left\lceil {\frac {3}{4}}n\right\rceil \right),&{\text{se }}n>3.\end{cases}}}
Applicando il metodo, il primo passo consiste nel trovare il valore di {\displaystyle p} per cui {\displaystyle {\frac {7}{4}}\left({\frac {1}{2}}\right)^{p}+\left({\frac {3}{4}}\right)^{p}=1}. Nell'esempio proposto, {\displaystyle p=2}. Usando quindi la formula, si ha per il comportamento asintotico
{\displaystyle T(x)\in \Theta \left(x^{p}\left(1+\int _{1}^{x}{\frac {g(u)}{u^{p+1}}}\,du\right)\right)=\Theta \left(x^{2}\left(1+\int _{1}^{x}{\frac {u^{2}}{u^{3}}}\,du\right)\right)=\Theta (x^{2}(1+\ln x))=\Theta (x^{2}\log x).}

## Impiego
Il metodo Akra-Bazzi è più utile di molte altre tecniche in quanto copre un ventaglio molto ampio di casi. La sua principale applicazione è l'approssimazione del tempo di esecuzione di molti algoritmi divide et impera. Ad esempio nel merge sort, il numero di comparazioni richieste nel caso peggiore, che è all'incirca proporzionale al tempo di esecuzione, è dato ricorsivamente da {\displaystyle T(1)=0} e 
{\displaystyle T(n)=T\left(\left\lfloor {\frac {1}{2}}n\right\rfloor \right)+T\left(\left\lceil {\frac {1}{2}}n\right\rceil \right)+n-1,}
per gli {\displaystyle n>0}, e può essere valutato come {\displaystyle \Theta (n\log n)}.